# Béatrix de Cusance
Béatrix de Cusance (Château de Belvoir, 27 décembre 1614 - Besançon, 5 juin 1663), duchesse de Lorraine (1637-1642), princesse de Cantecroix, comtesse de Champlitte (avec ses sœurs, après la mort de leur frère Clériadus de Cusance et de Vergy en 1635) et de Wallhain, baronne de Belvoir, Cusance, Saint-Julien, dame de Wavre, Geel, Braine-l'Alleud, Plancenoit. 
Elle fut mariée en premières noces à Eugène-Léopold d'Oiselay dit de Granvelle (1615-1637),  puis à Charles IV (1604-1675), duc de Lorraine et de Bar.

## Biographie
Fille de Claude-François de Cusance (1590-1629), baron de Belvoir, et d'Ernestine de Witthem (1585-1649), fille de Jean de Witthem et de Marguerite de Merode de Berg-op-Zooom, elle passe sa jeunesse au château de Belvoir.
Réputée pour sa grande beauté reconnue par le pape Alexandre VII, elle rencontre Charles IV de Lorraine en 1634, marié à sa propre cousine Nicole de Lorraine.
Béatrix épouse en 1635 Léopold-Eugène d'Oiselay dit de Granvelle, prince de Cantecroix. Celui-ci est le fils de Caroline d'Autriche, fille naturelle de l'empereur Rodolphe II de Habsbourg, et de François-Thomas d'Oiselay, comte puis prince de Cantecroy (à Mortsel dans la banlieue sud d'Anvers), héritier de la maison de Granvelle. 
Le 6 janvier 1637, Léopold succombe à la peste ; Béatrix, malade durant 5 semaines, en survit et accepte d'épouser le duc de Lorraine qui, de son côté, a demandé en cour de Rome la nullité de son mariage avec Nicole de Lorraine pour vice de forme, ce qu'il n'obtiendra pas (Charles et Nicole s'étaient mariés en 1621 et séparés en 1635).
Le 15 février de la même année est signé un traité, dans lequel sa mère lui transmet la baronnie de Belvoir et le 2 avril, elle épouse Charles IV à Besançon.  
Béatrix est enceinte. À la suite d'un accident de cheval, elle donne naissance prématurément en octobre 1637 au château de Scey-en-Varais (un héritage des Granvelle), à un fils, six mois après son second mariage. Charles IV reconnaît l'enfant et en fait l'héritier des couronnes de Lorraine et de Bar. Mais Caroline d'Autriche, persuadée qu'il s'agit de son petit-fils, cherchera pendant plus de 20 ans, en vain, à le faire reconnaître comme fils de Léopold-Eugène. 
En novembre 1637, le duc Charles très malade rédige à Belvoir un testament au profit de son épouse et son fils, mais il se rétablit.
Le garçon, prénommé François, meurt dès février 1638. En 1642, le couple est contraint de se séparer après avoir été excommunié pour bigamie, puis se retrouvera quelques mois plus tard, deux enfants sont nés de cette "union" :
- Anne[6] (1639 - 1720). En 1642, Béatrix lui cède tous ses droits et titres sur le marquisat de Bergues-op-Zoom. Elle se marie en 1660[7] avec un parent, François-Marie de Lorraine-Elbeuf (1624-1694), comte puis prince de Lillebonne et cousin germain de Louis XIV par leur grand-père commun Henri IV, après avoir reçu de sa mère la nue-propriété des baronnies de Belvoir, Cusance et St-Julien. Postérité : Lorraine et Rohan-Soubise
- Charles-Henri (1649 - 1723), prince de Vaudémont et de Commercy, grand d'Espagne, gouverneur du Milanais, brillant militaire au service de  l'Espagne, épouse Anne-Élisabeth de Lorraine d'Elbeuf (sans postérité survivante, leur fils étant mort dès 1704).

Bruxelles et Anvers ont profondément marqué la vie de Béatrix. Dans ces villes elle fréquente la haute société : nobles et héritiers royaux, ambassadeurs, musiciens, écrivains, artistes : Van Dyck qui fait plusieurs fois son portrait, comme Honthorst. Jouant du luth et du clavecin, elle correspond avec Constantin Huygens qui lui dédicace son travail.
Le 25 janvier 1654, Charles IV est arrêté à Bruxelles et transféré à l'Alcazar de Tolède. À son retour en Lorraine en 1659, Béatrix quitte les Pays-Bas pour le rejoindre, mais il ne souhaite pas la revoir. Très malade, elle rédige son testament le 20 mai 1663. La duchesse Nicole étant décédée en 1657, Charles accepte de renouveler son mariage avec Béatrix le 30 mai 1663. Elle meurt le 5 juin suivant en présence de ses enfants et, selon sa volonté, est inhumée sous la chapelle du roi Jacques dans l' ancienne église abbatiale des Clarisses, à Besançon, vêtue de l'habit des Clarisses. 
Sa stèle funéraire et son cœur, enfermé dans une enveloppe de plomb, sont aujourd'hui conservés dans la chapelle du château de Belvoir.

## Ascendants et famille
- Seigneurie de Cusance.
- Famille de Cusance.
- Sa sœur Madeleine de Cusance (1615−1689), épouse le 16 décembre 1641 à Bruges Albert, comte de Bergh (1607-1656) baron de Boxmer, fils de Frédéric de Bergh.
- Sa sœur Marie-Henriette de Cusance (1624-1701), épouse sans postérité Just de Rye La Palud (1637-1657), marquis de Varambon et comte de Varax, puis en secondes noces, le 18 juin 1660, * * Charles-Eugène de Ligne, prince d'Arenberg, grand bailli de Hainaut, gouverneur du comté de Bourgogne, avec postérité.
- Son frère Clériadus de Cusance et de Vergy (1619-1635) comte de Champlitte comme héritier des titres et biens de la famille de Vergy, promis à l'héritière de la maison de Ray, meurt à 16 ans.
- Sa sœur Desle-Françoise de Cusance (1621-1639), fondatrice de la Visitation-Sainte-Marie de Champlitte.
- Seigneuries de Wavre et de Walhain offertes par donation à son fils le prince de Vaudémont.